# Abolicionisti
Abolicinisti su militantni protivnici ropstva u 19. stoljeću u SAD-u, povezani i s europskim borcima protiv ropstva. Ukinuće ropstva postalo je glavni razlog sukoba između Sjevera i Juga i ono je, uključujući pravo svake države da odluči hoće li dopustiti ropstvo, u konačnici dovelo do Američkog građanskog rata. Prvo organizirano nastojanje da se suprotstavi ropstvu dogodilo se 1775. kada su Benjamin Franklin i Dr. Benjamin Rush dokazali da se ropstvo protivi idealima Deklaracije neovisnosti i okupili prvu antisegregacijsku grupaciju u Philadelphiji. Među osnivačima su bili i Thomas Paine i Alexander Hamilton. 
S razvojem uzgoja pamuka na Jugu, ropstvo je dobilo veliku ekonomsku važnost, ali od 1830-ih godina abolicionisti su počeli zahtijevati ukinuće ropstva u svim dijelovima države. Slijedili su primjer britanskog reformatora Williama Wilberforcea, čija je kampanja za ukidanje ropstva u Britanskom Carstvu pobijedila 1833. Također su bili sposobni privući rastući antisegregacijski osjećaj javnosti na Sjeveru koji je skokovito rastao zbog straha od sve snažnije političke moći Juga. Drugi čimbenici koji su išli u prilog abolicionistima bili su bojazan bijelih radnika od prevelike konkurencije robovskog rada, rastuća suosjećajnost za životne uvjete robova i vjersko uvjerenje da je ropstvo grijeh.
William Lloyd Garrison, bostonski vlasnik novina, inspiriran uspjehom britanske kampanje 1833. osniva Američko antisegregacijsko društvo. 
Među poznatijim borcima bila je i Harriet Beecher Stowe, čiji je proturopski roman Koliba strica Toma prodan u milijun i pol primjeraka samo u godini izdanja (1852.). Abolicionizam isprva pronalazi malu potporu u Kongresu i kod glavnih političkih stranaka, ali je imao sve veću ulogu u događajima koji su vodili građanskom ratu.
Za vrijeme rata, 1863., Abraham Lincoln donio je proglas o ukidanju ropstva u pobunjenim južnim državama. Iako u praksi to nije imalo nikakvog utjecaja, ipak se pokazalo najvećim političkim udarcem Unije protiv Juga. Dvije godine kasnije, nedugo nakon rata, 13. amandman američkog Ustava proglasio je kraj ropstva u SAD-u.